# Assassin's Creed
| Mottagande      | Mottagande                             |
| Samlingsbetyg   | Samlingsbetyg                          |
| Tjänst          | Betyg                                  |
| --------------- | -------------------------------------- |
| Gamerankings    | (X360) 82.51% (PC) 79.17% (PS3) 78.82% |
| Metacritic      | (X360) 81/100 (PS3) 81/100 (PC) 79/100 |
| Recensionsbetyg |                                        |
| Publikation     | Betyg                                  |
| Edge            | 7/10                                   |
| Famitsu         | 37/40                                  |
| Gamespot        | (PS3, X360) 9/10 (PC) 8,5/10           |
| IGN             | (X360) 7,7/10 (PS3) 7,5/10             |
| Gamereactor     | 9/10                                   |

Assassin's Creed är ett datorspel utvecklat av Ubisoft Montreal och utgivet av Ubisoft till Playstation 3, Xbox 360. Det släpptes i november 2007 över hela världen. Windows-version av spelet kom 10 april 2008.
Spelet kretsar kring användningen av en maskin vid namn "Animus", som ges till dess användare för att visa de genetiska minnena av hans eller hennes förfäder, speciellt en bartender vid namn Desmond Miles. Medan Desmond återupplever en av hans förfäders minnen tar spelaren huvudsakligen rollen som Altaïr Ibn-La'Ahad, en lönnmördare som bor i det heliga landet under det tredje korståget. Han dras in i en strid mellan två gamla sekter, Tempelherreorden och Assassinerna, som båda är efter en uråldrig och magisk artefakt.
Spelet har fått en hel del positiva recensioner från många spelkritiker, som berömde spelets handling och gameplay, och fick flera utmärkelser vid E3 2006. I november 2009 släpptes uppföljaren Assassin's Creed II. Ytterligare en uppföljare släpptes 2010, vid namn Assassin's Creed: Brotherhood, 2011 släpptes uppföljaren Assassin's Creed: Revelations,  2012 släpptes uppföljaren Assassin's Creed III, 2013 släpptes uppföljaren Assassin's Creed IV: Black Flag och 2014 släpptes Assassin's Creed: Unity  och uppföljaren Assassin's Creed: Rogue. 2015 släpptes Assassin's Creed Chronicles.

## Handling
I spelet tar man sig an rollen som Desmond Miles, en bartender som har ett släktträd av lönnmördare (assassiner). Han har blivit tagen till ett komplex där han tvingas använda Animus, en maskin som tillåter honom att kunna se minnen från sin förfader under det Tredje korståget 1191. Desmond tar sig an rollen som Altaïr (لطائر, arabiska för "Flygaren"), en medlem av Hashshashin-sekten. Han ges uppgiften att döda nio historiska figurer som gör propaganda för Korstågen. När spelaren dödar dessa personer, blir deras konspiration avslöjad.

## Spelvärld
Spelaren kan färdas genom tre stora städer: Jerusalem, Akko och Damaskus. Man kan också vara i Masyaf, vilket är assassinernas fäste, och ett stort landskap mellan städerna, kallat The Kingdom.
De interaktiva miljöerna är befolkade av många människor och sättet som Altaïr beter sig på påverkar människorna runt omkring sig. Ett exempel är om man går igenom en folkmassa och spelaren försiktigt stöter iväg någon kommer det inte ha en betydelsefull effekt. Men om spelaren knuffar någon ner på marken och skadar eller dödar någon kommer folkmassan att gå ihop mot honom, vilket också leder till att vakterna kommer till en. I detta läge måste spelaren antingen fly och hitta ett gömställe eller slåss mot vakterna. Om man klättrar på väggar tittar folkmassan på en vilket leder till oönskad uppmärksamhet av vakterna. 
Miljöerna är, enligt utvecklarna, historiskt korrekta. Platserna är utbyggda av information från olika historiker. Personerna man skall döda är också personer som gjorde vad de gör i spelet och dog eller försvann spårlöst under eller kring året 1191, men inte nödvändigtvis dödades av assassiner.

## Rollista
- Philip Shahbaz - Altaïr ibn La-Ahad
- Nolan North - Desmond Miles/Abbas
- Kristen Bell - Lucy Stillman
- Phil Proctor - Warren Vidic
- Peter Renaday - Al Mualim
- Haaz Sleiman - Malik A-Sayf
- Alain Benatar - Ledare av Acre Bureau (Jabal)
- Carlos Ferro - Ledare av Damascus Bureau
- Jean-Philippe Dandenaud - Robert de Sablé
- Ammar Daraiseh - Tamir
- Hubert Fielden - Garnier de Naplouse
- Jake Eberle - Talal
- Harry Standjofski - William V av Montferrat
- Fred Tatasciore - Jubair Al-Hakim/Abu'l Nuqoud
- Richard Cansino - Majd Addin
- Arthur Holden - Sibrand
- Eleanor Noble - Maria
- Marcel Jeannin - Rikard Lejonhjärta
- Jennifer Seguin - Animus
- Josie Lawrence - Bonde